# Aucula tusora
Aucula tusora là một loài bướm đêm trong họ Noctuidae.